# Georgios Delikaris
Georgios Delikaris (grec: Γεώργιος Δεληκάρης, 22 de juliol de 1951) és un exfutbolista grec de la dècada de 1970.
Fou 32 cops internacional amb la selecció grega.
Pel que fa a clubs, defensà els colors de Olympiacos F.C. i Panathinaikos F.C..